# Edward Poyning
Edward Poyning (ur. 1459, zm. 1534) – angielski szlachcic związany z królami Henrykiem VII i Henrykiem VIII.
W 1483 r. brał udział w rebelii przeciwko Ryszardowi III. Po jej klęsce uciekł z Anglii i przyłączył się do dworu Henryka Tudora, u boku którego wziął udział w zakończonej sukcesem wyprawie po tron angielski w 1485 r. Jako zaufany króla Henryka VII został wysłany do Irlandii, uznawanej za ostoję Domu Yorków, jako jej namiestnik. W 1494 r. narzucił irlandzkiemu parlamentowi w Drogheda tzw. „prawo Poyninga” (Poyning's Law), które podporządkowywało irlandzkie zgromadzenie władzy namiestnika i mianowanej przez niego Irlandzkiej Tajnej Rady, a także władzy angielskiego parlamentu. Miało to celu zmarginalizowanie znaczenia przeciwnych władzy Tudorów irlandzkich yorkistów.
Poyning powrócił do Anglii w 1496 r. W następnych latach otrzymał wiele urzędów państwowych. Od 1509 r. aż do śmierci był konstablem zamku Dover i lordem strażnikiem Pięciu Portów. Od ok. 1493 r. był kawalerem Orderu Podwiązki.